# Ancyluris miranda
Ancyluris miranda är en fjärilsart som beskrevs av William Chapman Hewitson 1874. Ancyluris miranda ingår i släktet Ancyluris och familjen Riodinidae. Inga underarter finns listade i Catalogue of Life.